# District de Santiago (Panama)
Pour les articles homonymes, voir District de Santiago.
Le district de Santiago est l'une des divisions qui composent la province de Veraguas, au Panama.

## Crédit d'auteurs
- (es) Cet article est partiellement ou en totalité issu de l’article de Wikipédia en espagnol intitulé « Distrito de Santiago » (voir la liste des auteurs).